# Zenopsis nebulosa
Zenopsis nebulosa är en fiskart som först beskrevs av Coenraad Jacob Temminck och Hermann Schlegel, 1845.  Zenopsis nebulosa ingår i släktet Zenopsis och familjen sanktpersfiskar. Inga underarter finns listade i Catalogue of Life.

## Bildgalleri

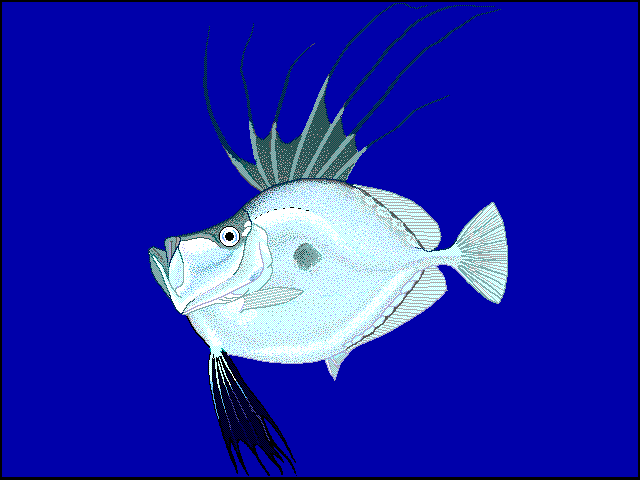
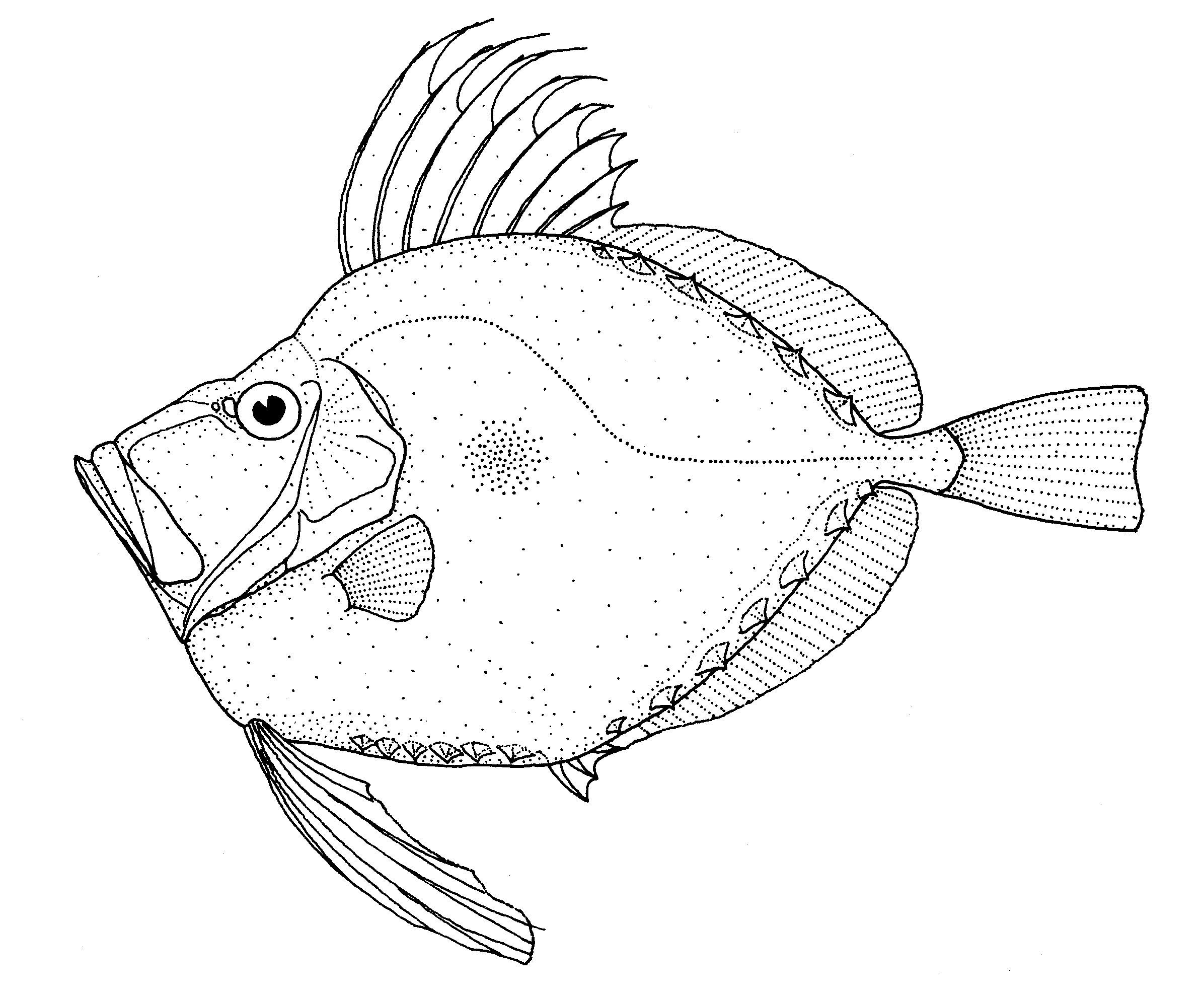